# Cornelia Coenen-Marx
Cornelia Coenen-Marx (* 12. Oktober 1952 in Rheydt) ist eine deutsche evangelische Theologin, Pastorin und Publizistin.

## Leben
Cornelia Coenen-Marx studierte Evangelische Theologie und Germanistik in Wuppertal, Bonn und Köln. In den 1980er Jahren war sie – als erste Frau in diesem Amt – Gemeindepfarrerin in Mönchengladbach, wo sie im Jahr 1986 den Wickrather „Gemeindeladen“ gründete, und Diakoniepfarrerin im Kirchenkreis Gladbach, ehe sie 1990 nach Düsseldorf ins Diakonische Werk der Evangelischen Kirche im Rheinland (EKiR) wechselte. Dort hatte sie bis 1993 die Leitung der Abteilung Sozialwesen inne.
Im Jahr 1993 erfolgte der Wechsel zurück in die verfasste Kirche. Als Landeskirchenrätin der EkiR war sie bis 1998 für Kinder- und Jugendarbeit, Öffentliche Verantwortung, Öffentlichkeitsarbeit und Publizistik zuständig und initiierte unter anderem die Kampagne „Misch dich ein“.
Von 1998 bis 2004 war Coenen-Marx erneut in der Diakonie tätig, nun als Theologischer Vorstand der Kaiserswerther Diakonie und Vorsteherin der Kaiserswerther Schwesternschaft. In dieser Zeit war sie ehrenamtlich Mitglied des Diakonischen Rates im Diakonischen Werk der EKiR sowie im Diakonischen Werk der EKD und Gründungsmitherausgeberin des Magazins Chrismon. 2003 kandidierte Coenen-Marx für das Amt des Präses der Evangelischen Kirche von Westfalen, unterlag aber in der Abstimmung gegen Alfred Buß.
Es folgten Positionen als Oberkirchenrätin im Kirchenamt der EKD in Hannover: Von 2004 bis 2007 war Coenen-Marx Nahostreferentin und Leiterin der Überseeabteilung, von 2007 bis 2015 hatte sie die Leitung des Referats Sozial- und Gesellschaftspolitik inne und war unter anderem Geschäftsführerin der Kammer für soziale Ordnung der EKD, zuständig für das Diakonische Werk der EKD und das Sozialwissenschaftliche Institut der EKD, die Evangelische Arbeitsgemeinschaft Familie und den Verband Kirche – Wirtschaft – Arbeitswelt. Zudem war sie Geschäftsführerin des Arbeitsplatzsiegels Arbeit plus. Daneben war Coenen-Marx als Geschäftsführerin Mitautorin zahlreicher Denkschriften und Orientierungshilfen der EKD, beispielsweise zu den Themen Unternehmerische Verantwortung, Gesundheit, Altern und Inklusion. Wegen ihres offenen Familienbegriffs besonders kontrovers diskutiert wurde die von ihr mitverfasste Orientierungshilfe Zwischen Autonomie und Angewiesenheit. Familie als verlässliche Gemeinschaft stärken.
Seit ihrer Zeit als Gemeindepfarrerin befasste sich Coenen-Marx intensiv mit den Themen Ehrenamt und freiwilliges Engagement  (u. a. Quartiersarbeit im Gemeindeladen, Aufbau einer Freiwilligenagentur in Düsseldorf, Entwicklung der Ökumenischen Ehrenamtskongresse seit 2009, Mitarbeit im Ausschuss Bildung im Bundesnetzwerk Bürgerschaftliches Engagement). Im Rundfunk ist Coenen-Marx regelmäßig mit Verkündigungssendungen in Deutschlandfunk, WDR und SR zu hören, daneben ist sie Mitarbeiterin der Predigtstudien und Kuratoriumsmitglied des Predigtpreises.
Nach Eintritt in den Ruhestand machte sich Coenen-Marx 2015 mit dem Unternehmen „Seele und Sorge“ selbständig, um soziale und diakonische Organisationen sowie Gemeinden bei der Verwirklichung einer neuen Sorgeethik zu unterstützen.
Fragen der Sozialpolitik, des Verhältnisses von Kirche und Diakonie, der Interreligiosität und der Spiritualität bilden auch den Gegenstand zahlreicher Publikationen der Autorin, darunter Aufbrüche in Umbrüchen. Christsein und Kirche in der Transformation. In Noch einmal ist alles offen. Das Geschenk des Älterwerdens lotet sie die Chancen der sogenannten dritten Lebensphase für neue Sinnsuchen auch in Form sozialen Engagements aus. Bei entsprechenden Fragen begleitet sie Menschen auch als Coach. Ihr Buch Die Neuentdeckung der Gemeinschaft. Chancen und Herausforderungen für Kirche, Quartier und Pflege entstand während der Corona-Pandemie und reflektiert auch die Erfahrungen mit den Kontaktbeschränkungen.

## Funktionen und Gremien

### Diakonie, Freie Wohlfahrtspflege, Sozialethik
Coenen-Marx ist seit März 2023 Mitglied im Stiftungsrat der Evangelischen Stiftung Neinstedt. Sie war bis zum November 2020 gut zehn Jahre stellvertretende Vorsitzende des Verwaltungsrats des Diakonievereins Zehlendorf. 2009 bis 2012 war sie Mitglied des Kuratoriums der Pfeifferschen Stiftungen Magdeburg, 2018 Jurymitglied beim Innovatio-Preis. Von 1990 bis 1993 gehörte sie der Mitgliederversammlung der Landesarbeitsgemeinschaft (LAG) Freie Wohlfahrtspflege NRW an und war Ausschussvorsitzende bzw. Mitglied verschiedener Fachausschüsse der LAG und Vorsitzende der LAG Suchtvorbeugung NRW.
Sie war Mitglied verschiedener Kuratorien der rheinischen Diakonie (Hephata, Graf Recke Stiftung, Tannenhof) und von 1998 bis 2007 Mitglied des Theologischen Ausschusses der Diakonischen Konferenz. Von 1999 bis 2003 amtierte sie als stellvertretende Vorsitzende der EKD-Kammer für Soziale Ordnung. Von 2001 bis 2004 hatte sie einen Sitz im Diakonischen Rat der EKD und war von 2002 bis 2004 Mitglied des Koordinierungsausschusses des Bundesnetzwerkes Bürgerschaftliches Engagement: Sie führte die Geschäfte der Kammer für Soziale Ordnung der EKD und des Synodalausschusses Kirche – Gesellschaft – Staat der EKD-Synode. Als beratendes Mitglied wirkte sie im Vorstand des Sozialwissenschaftlichen Instituts der EKD (SI), im Präsidium der Evangelischen Arbeitsgemeinschaft Familie (EAF) und im Verband Kirche – Wirtschaft – Arbeitswelt. Außerdem arbeitete sie als Geschäftsführerin des Arbeitsplatzsiegels Arbeit plus.

### Ökumene und Internationales
Von 1987 bis 1988  nahm Coenen-Marx an internationalen Tagungen des Ökumenischen Rates der Kirchen (ÖRK) zu „Faith and Order“ teil. 1998 bis 2007  gehörte sie dem Vorstand des Jerusalemvereins im Berliner Missionswerk an. Von 2004 bis 2007 saß sie im Theologischen Ausschuss des Evangelischen Missionswerks (EMW) und der Arbeitsgemeinschaft Ökumenische Diakonie.

### Publizistik, Medien, Öffentlichkeitsarbeit und Deutscher Evangelischer Kirchentag
Coenen-Marx ist Mitglied des Kuratoriums des Predigtpreises; von 1993 bis 1998 war sie Vorstandsmitglied des Gemeinschaftswerks der Evangelischen Publizistik (gep), des Evangelischen Pressedienstes (epd) und der Evangelischen Kommentare (heute Zeitzeichen) sowie Mitglied im WDR-Rundfunkrat; 1999 bis 2005 war sie Gründungsmitherausgeberin von Chrismon. Seit 1985 engagiert sie sich für den Deutschen Evangelischen Kirchentag, beispielsweise durch ihre Beteiligung am Markt der Möglichkeiten, Moderationen, Vorträge und Podien. Für ihr publizistisches Werk wurde sie 2019 mit dem Johann-Hinrich-Wichern-Sonderpreis geehrt.

## Schriften (Auswahl)

### Monografien
- Die Seele des Sozialen. Diakonische Energien für den sozialen Zusammenhalt. Neukirchener Theologie, Neukirchen-Vluyn 2013, 2. Auflage 2014. ISBN 978-3-7887-2660-7.
- Aufbrüche in Umbrüchen. Christsein und Kirche in der Transformation. Edition Ruprecht, Göttingen 2017, ISBN 978-3-8469-0252-3.
- Noch einmal ist alles offen. Das Geschenk des Älterwerdens. Kösel, München 2017, ISBN 978-3-466-37182-2.
- Die Neuentdeckung der Gemeinschaft. Chancen und Herausforderungen für Kirche, Quartier und Pflege, ISBN 978-3-525-62450-0.

### Werke in Mitherausgeber-/Mitautorschaft
- Kaiserswerther Diakonie (Cornelia Coenen-Marx u. a. Hrsg.): Ökonomie der Hoffnung. Impulse zum 200. Geburtstag von Theodor und Friederike Fliedner, Düsseldorf-Kaiserswerth 2001, ISBN 3-87645-096-9.
- Hans Bartosch, Cornelia Coenen-Marx, Joachim F. Erkenbrecht, Andreas Heller (Hrsg.): Leben ist kostbar. Der Palliative Care- und Ethikprozess in der Kaiserswerther Diakonie. Lambertus, Freiburg 2005, ISBN 3-7841-1592-6.
- Beate Hofmann, Cornelia Coenen-Marx (Hrsg.): Symphonie – Drama – Powerplay. Zum Zusammenspiel von Haupt- und Ehrenamt in der Kirche, Kohlhammer, Stuttgart 2017, ISBN 978-3-17-032216-5.

### Aufsätze
- Diakonie als Kirche. Referat zur 9. Synode der EKD 1998 in Münster, (online)
- Unternehmenskultur im Führungsalltag“; „Unternehmensstruktur und Unternehmenskommunikation. In: Beate Hofmann (Hrsg.): Diakonische Unternehmenskultur. Handbuch für Führungskräfte. Stuttgart 2008, ISBN 978-3-17-019700-8.
- Was ist gelingendes Leben? Zielvorstellungen und gesellschaftliche Wirklichkeit. In: Johannes Eurich, Andreas Lob-Hüdepohl (Hrsg.): Behinderung – Profile inklusiver Theologie, Diakonie und Kirche. Stuttgart 2014, ISBN 978-3-17-023427-7.
- Engagement und Berufung – Die Kirchen als profilierte Bündnispartner in der Zivilgesellschaft. In: Forschungsjournal Soziale Bewegungen 1/2015, ISSN 2192-4848, 0933-9361.
- Haltepunkt und Zusammenhalt – neue Aufgaben für Kirche und Diakonie im Gemeinwesen. In: Sebastian Borck, Astrid Giebel, Anke Homann (Hrsg.): Wechselwirkungen im Gemeinwesen, Kirchlich-diakonische Diskurse in Norddeutschland, Berlin 2016, ISBN 978-3-88981-420-3.
- „Nah bei den Menschen? Lehren aus der Corona-Pandemie für die Kirchen“. In: Die politische Meinung, März 2021

Coenen-Marx schrieb darüber hinaus diverse Artikel für das Evangelische Soziallexikon, das Evangelischen Staatslexikon und das Diakonielexikon sowie das International Handbook: Ecumenical Diakonia.